# Booby
『booby』（ブービー）は、カーネーションの8枚目のアルバム。1997年9月20日に日本コロムビアより発売。2009年12月9日にDeluxe Editionとしてボーナスディスクと2枚組で再発売。
ジャケットはメンバーがボウリングしている写真。アルバムタイトルはブービー賞に由来する。
交友のある堂島孝平はお薦めアルバムの一枚に選んでおり、スピッツの三輪テツヤは雑誌「What's IN? es」において「1997年のベストアルバム」に選出している。

## 収録曲

### Disc1
1. New Morning
タイトルは、ボブ・ディランのアルバム「新しい夜明け」より。2018年の結成35周年記念ライブ「SUNSET MONSTERS」でのパンフレットにおいて、スピッツの草野マサムネが「カーネーションで印象に残っている曲」として挙げている。
2. 60wはぼくの頭の上で光ってる
3. The Future Rock Show
4. Sweet Baby
かの香織がバックボーカルで参加。
5. ダイアモンド・ベイ
モノラル録音。
6. Hello, Hello
7. アポロ
8. クエスチョンズ
9. レオナルド
10. 影踏み
11. ドラゴン・シャフト
12. なんできみはぼくよりぼくのことくわしいの？（Home Demo）

### Disc2
1. 60wはぼくの頭の上で光ってる（Golden Honey Bee Mix）
2. アポロ（Salvage Mix）
3. ダイアモンド・ベイ（Stereo Mix）
4. One Day
5. ムサシノ・ブルース
6. サンセット・サンセット
7. Hello, Hello（Live）
8. My Little World（Live）
9. アイ・アム・サル（Live）
10. New Morning（Home Demo）
11. 60wはぼくの頭の上で光ってる（Home Demo）
12. Sweet Baby（Home Demo)
13. ドラゴン・シャフト（Home Demo）
14. ムサシノ・ブルース（Home Demo）
15. ダイアモンド・ベイ（Home Demo）